# Barone Mowbray
Barone Mowbray è un titolo baronale nella Paria d'Inghilterra.

## Storia
Il titolo venne creato come ereditario per Roger de Mowbray nel 1283. Esso venne tenuto per diversi anni dai de Mowbray per poi passare agli Howard, duchi di Norfolk. Il titolo venne unito alla Baronìa di Segrave nel 1368, quando John Mowbray, I conte di Nottingham e V barone Mowbray succedette a quel titolo. Quindi, esso venne unito al Ducato di Norfolk. I due titoli vennero frequentemente separati dai detentori del ducato di Norfolk, e vennero riuniti in seguito. L'ultima separazione dei titoli avvenne con la morte del nono duca, quando la baronìa di Mowbray venne abbandonata. Successivamente il titolo venne unito alla Baronìa di Stourton ed alla baronìa di Segrave, che nel XX passarono ai baroni Stourton. Le baronìe di Mowbray e Segrave vennero separate per breve tempo, dal momento che la baronìa di Segrave venne abbandonata appena due settimane dopo la baronìa di Mowbray. 
I baroni Mowbray divennero primi baroni d'Inghilterra quando il titolo più antico, quello dei baroni de Ros (creato nel 1264) venne retto da una donna.

## Baroni Mowbray (1283)
- Roger de Mowbray, I barone Mowbray (m. 1297)
- John de Mowbray, II barone Mowbray (m. 1321)
- John de Mowbray, III barone Mowbray (1310–1361)
- John de Mowbray, IV barone Mowbray (1340–1368)
- John de Mowbray, I conte di Nottingham, V barone Mowbray (1365–1379)
- Thomas de Mowbray, I duca di Norfolk, VI barone Mowbray (1366–1399)
- Thomas de Mowbray, IV conte di Norfolk, VII barone Mowbray (1385–1405)
- John de Mowbray, II duca di Norfolk, VIII barone Mowbray (1389–1432)
- John de Mowbray, III duca di Norfolk, IX barone Mowbray (1415–1461)
- John de Mowbray, IV duca di Norfolk, X barone Mowbray (1444–1476)
- Anne de Mowbray, duchessa di Norfolk, VIII contessa di Norfolk, XI baronessa Mowbray (1472-c.1481), con lei si estingue il casato de Mowbray ed il titolo
- John Howard, I duca di Norfolk, XII barone Mowbray (1420–1485), dal 1484, forfeit nel 1485
- Thomas Howard, IV duca di Norfolk, XIII barone Mowbray (1538–1572), restaurato nel 1554, forfeit nel 1572
- Thomas Howard, XXI conte di Arundel, XIV barone Mowbray (1585–1646), restaurato nel 1604
- Henry Frederick Howard, XXII conte di Arundel, XV barone Mowbray (1608–1652), eletto al parlamento come lord Mowbray, nel 1639
- Thomas Howard, V duca di Norfolk, XVI barone Mowbray (1627–1677)
- Henry Howard, VI duca di Norfolk, XVII barone Mowbray (1628–1684)
- Henry Howard, VII duca di Norfolk, XVIII barone Mowbray (1654–1701), eletto al parlamento come lord Mowbray, nel 1678
- Thomas Howard, VIII duca di Norfolk, XIX barone Mowbray (1683–1732)
- Edward Howard, IX duca di Norfolk, XX barone Mowbray (1686–1777), abbandonato nel 1777
- Alfred Joseph Stourton, XXI barone Mowbray (1829–1893) (Lords: Mowbray-Segrave Case 1877, abbandono terminato nel 1878.)
- Charles Botolph Joseph Stourton, XXII barone Mowbray (1867–1936)
- William Marmaduke Stourton, XXIII barone Mowbray (1895–1965)
- Charles Edward Stourton, XXIV barone Mowbray (1923–2006)
- Edward William Stephen Stourton, XXV barone Mowray (1953-2021)
- James Charles Peter Stourton, XXVI barone Mowray(n. 1991)